# 강희남
강희남(姜熙南, 1920년 1월 13일 ~ 2009년 6월 6일, 전라북도 김제)은 한국기독교장로회 소속 전주난산교회 명예목사이다.

## 약력
- 1950년 한국신학대학을 졸업하고 한때 교직에 몸담았다.
- 1970년대 유신투쟁을 하다 체포됐다.
- 1980년 ~ 1983년 한국기독교농민회 이사장을 지내는 등 농민운동에 관심을 보였다
- 1986년 국가보안법 위반 혐의로 구속되는 등 세 차례나 옥고를 치렀다.
- 1990년 11월 문익환 목사와 함께 조국통일범민족연합(범민련)을 결성하고 남측본부 의장을 맡았다.
- 1994년 북한의 김일성 주석이 사망하자 범민련 남측본부 대표단을 이끌고 방북 조문을 기도해 구속됐다.
- 2003년에는 대한민국군 이라크 파병 저지를 위한 목포~서울 천리 도보 행진과 청와대 앞 단식을 벌였다.
- 2003년 이후 중국 동북 3성을 가다, 새번역 환단고기, 우리민족 장려된 상고사 등 한민족 역사에 관련한 책을 냈다.
- 2004년부터 한 달에 두 차례 용산 미군부대 앞에서 반미 집회를 주도했다.

| “ | 세계 평화를 명분으로 내세우면서 되레 전쟁을 부추기는 미국의 군부대가 이 땅에서 나가야 한반도가 통일도 되고 평화도 정착된다. | ” |

- 2009년 5월 이명박 정부 들어 민주주의가 후퇴하고 남북관계가 파탄 난 데 대해 일주일간 단식투쟁을 했다.
- 2009년 6월 6일 이명박에 대한 민중항쟁을 주장하는 유서를 남기고 자살하였다. 향린교회에서 장례식이 치러졌다.[2][3][4]

| “ | 지금은 민중 주체의 시대다. 4·19와 6월 민중항쟁을 보라. 민중이 아니면 나라를 바로잡을 주체가 없다. 제2 6월 민중항쟁으로 살인마 리명박을 내치자. | ” |
|   | — 유서 내용 |   |

## 같이 보기
- 조국통일범민족연합
- 우리민족연방제통일추진회의
- 6·15공동선언실천 남측위원회
- 한국진보연대
- 한국기독교장로회
- 강정구
- 문규현
- 문익환
- 오종렬
- 이종린
- 한상렬
- 환단고기